# 哈蒙茲波特 (紐約州)
哈蒙茲波特（英語：Hammondsport）是位於美國紐約州斯托本縣的村。

## 人口
根據2020年美國人口普查的數據，哈蒙茲波特的面積為0.96平方千米，當中陸地面積為0.91平方千米，而水域面積為0.05平方千米。當地共有人口583人，而人口密度為每平方千米607人。